# Gadi Brumer
Gadi Brumer (in ebraico גדי ברומר‎?; Johannesburg, 5 novembre 1973) è un ex calciatore sudafricano naturalizzato israeliano, di ruolo difensore.

## Carriera

### Club
Ha giocato dal 1991 al 2004 con il Maccabi Tel Aviv, segnando 7 reti in 316 partite.

### Nazionale
Dal 1993 al 2002 ha rappresentato la Nazionale israeliana, segnando 24 goal in 2 partite.

## Palmarès
- Campionato israeliano: 3

Maccabi Tel Aviv: 1994–1995, 1995–1996, 2002–2003
- Coppa di Israele: 4

Maccabi Tel Aviv: 1993-1994, 1995-1996, 2000-2001, 2001-2002
- Coppa di Lega israeliana: 1

Maccabi Tel Aviv: 1992-1993, 1998-1999